# Jules Laborde
Jules Laborde, alias le Tigre, ou encore l'Homme-aux-seize-mémoires, est un ennemi récurrent de Bob Morane. 

## Caractéristiques du personnage
Fruit des expériences menées par le biologiste Philippe Missotte, son cerveau rassemble, en plus de la sienne, la mémoire de quatorze savants que Missotte avait tués, et celle de Kâla, le tigre du Bengale. Au gré de cette dernière, il mettra la somme de connaissances ainsi collectée au service d'une ambition destructrice de la nature humaine, jusqu'au jour où sa mémoire originelle, celle de l'ex-clochard, va reprendre le dessus et l'entraîner vers la déchéance. 
Entre autres créations, Jules Laborde est le concepteur des Hommes-Tigres, de redoutables tueurs à son service.

## Apparition et évolution du personnage
Comme ennemi direct de Bob Morane, il apparaît dans les romans :
- Les Voleurs de mémoire,
- La Mémoire du Tigre,
- La Colère du Tigre,
- La Tanière du Tigre.

Il est enlevé par l'Ombre Jaune dans L'Ombre Jaune et l'Héritage du Tigre. L'Ombre Jaune, alias M. Ming, ennemi juré de Bob Morane réussit à lui arracher ses secrets et son génie mais le Tigre parvient à s'évader et à le contrer dans Le Soleil de l'Ombre Jaune, où il alerte la Patrouille du temps d'un plan maléfique de Ming tendant à anéantir les humains, les animaux et les végétaux de la Terre au XIVe siècle par l'usage d'une méga-bombe atomique. Au terme de ce dernier roman, Laborde ne fera plus aucune apparition dans la série.